# Miller's Crossing
Miller's Crossing är en amerikansk gangsterfilm från 1990, skriven, regisserad och producerad av Joel och Ethan Coen. Manuset är baserat på kriminalromanerna Röd skörd (1928) och Glasnyckeln (1931) av Dashiell Hammett. Huvudrollerna spelas av Gabriel Byrne, Albert Finney, Marcia Gay Harden och John Turturro.

## Medverkande i urval
- Gabriel Byrne – Tom Reagan
- Marcia Gay Harden – Verna
- John Turturro – Bernie Bernbaum
- Jon Polito – Johnny Caspar
- J.E. Freeman – Eddie Dane
- Albert Finney – Leo
- Mike Starr – Frankie
- Al Mancini – Tic-Tac
- Richard Woods – major Dale Levander
- Thomas Toner – O'Doole
- Steve Buscemi – Mink
- Mario Todisco – Clarence "Drop" Johnson
- Olek Krupa – Tad
- Michael Jeter – Adolph